# 左衛門尉
左衛門尉（さえもんのじょう）とは、日本の律令制下の官職のひとつ。左衛門府の判官であり、六位相当の官職であった。五位の者が任ぜられた場合、左衛門大夫または大夫尉という他、検非違使と兼ねた場合には廷尉と称された。平家追討において活躍した源義経も任ぜられている。鎌倉時代以降、官職としては有名無実化したが、武士の任官が広くなされるようになるにつれ、左衛門尉などの武官の職は武士から広く好まれるようになり、鎌倉～江戸期を通じて多くの武将たちが任ぜられるか、受領名として使用されるようになっていった。

## 主な任官者

### 平安時代
- 宇都宮朝綱
- 宇都宮成綱
- 藤原千常
- 鈴木重邦
- 源満政
- 源頼親
- 源義忠
- 源為義
- 源頼賢
- 源義康
- 源兼綱
- 源義経
- 渡辺競
- 望月国親

### 鎌倉時代
- 安達景盛
- 足立遠元
- 小山朝政
- 四条頼基
- 工藤祐経
- 島津忠景
- 島津忠綱
- 島津忠時
- 中島宣長
- 長井時広
- 土屋宗遠
- 佐々木信綱
- 佐々木氏信
- 佐々木宗綱
- 佐々木宗氏
- 黒田宗満

### 南北朝 〜 室町時代
- 赤松範資
- 楠木正成
- 楠木正行
- 佐々木道誉
- 上原元秀

### 戦国時代
- 相良為続
- 松井宗信
- 村上義清
- 小山田信茂

### 江戸時代の武家官位
- 戸田一西
- 酒井忠真
- 酒井忠寄
- 遠山景元
- 川路聖謨